# Scott Brown (politicus)
Scott Philip Brown (Kittery (Maine), 12 september 1959) is een Amerikaanse politicus van de Republikeinse Partij. Hij was Senator voor Massachusetts van 2010 tot 2013. Op 19 januari 2010 versloeg hij de Democraat Martha Coakley met 52% tegen 47% stemmen in een speciale verkiezing om de plaats van de overleden senator Ted Kennedy in te vullen. Brown ontving 1.168.107 stemmen, Coakley 1.058.682 en de Onafhankelijke Joseph Kennedy 22.237. Brown deed twee jaar later een gooi naar een volwaardig senatorschap, maar werd op 6 november 2012 verslagen door zijn Democratische tegenstandster, Elizabeth Warren. Sinds 20 juni 2017 is hij de Amerikaanse Ambassadeur in Nieuw-Zeeland en Samoa.
- International Standard Name Identifier: 0000 0001 1187 1416
- Library of Congress Control Number: no2011013168
- SNAC: w6gr7phd
- Système universitaire de documentation: 158010493
- Biographical Directory of the United States Congress: B001268
- Virtual International Authority File: 162791724
- WorldCat: E39PBJcBYmwMjjDCC8dRj7pVmd